# Alpské lyžování na Zimních olympijských hrách 2022 – superobří slalom ženy
Superobří slalom žen na Zimních olympijských hrách 2022 se konal 11. února 2022 jako třetí ženský závod v alpském lyžování pekingské olympiády na sjezdovce Rock Národního centra alpského lyžování v obvodu Jen-čching. Start proběhl v 11.00 hodin místního času. Do závodu nastoupilo 44 lyžařek  z 24 výprav.
Obhájkyní olympijského zlata byla Češka Ester Ledecká, která dojela pátá s minimální ztrátou 13 setin sekundy na třetí místo. Stříbrná medailistka z roku 2018 Rakušanka Anna Veithová i bronzová Lichtenštejnka Tina Weiratherová ukončily během pekingského olympijského cyklu závodní kariéru. V předchozí části probíhající sezóny Světového poháru 2021/2022 se konalo pět superobřích slalomů. Vedení v průběžné klasifikaci držela Italka Federica Brignoneová před krajankami Elenou Curtoniovou a Sofií Goggiovou. 

## Medailistky
Olympijskou vítězkou se stala 30letá Švýcarka Lara Gutová-Behramiová, která po bronzech ze sočského sjezdu a pekingského obřího slalomu vybojovala třetí olympijskou medaili v podobě první zlaté. Vylepšila tak dvě čtvrtá místa z předchozích ročníků této disciplíny a jako první úřadující mistryně světa z cortinského šampionátu 2021 dokázala ovládnout i navazující olympijský závod.
Stříbrnou medaili si odvezla 29letá Rakušanka Mirjam Puchnerová, když na vítězku ztratila 22 setin sekundy. Při svém olympijském debutu si tak připsala první cenný kov z vrcholné světové akce. Bronz si odvezla 28letá Švýcarka Michelle Gisinová, jež za druhou v pořadí zaostala pouze o 8 setin sekundy. K superkombinačnímu zlatu ze ZOH 2018 přidala druhou olympijskou medaili.

## Výsledky
| P                                        | SČ | závodnice                       | stát                   | čas              | ztráta           |
| ---------------------------------------- | -- | ------------------------------- | ---------------------- | ---------------- | ---------------- |
| Zlatá medaile                            | 7  | Lara Gutová-Behramiová          | Švýcarsko              | 1:13,51          | —                |
| Stříbrná medaile                         | 3  | Mirjam Puchnerová               | Rakousko               | 1:13,73          | +0,22            |
| Bronzová medaile                         | 4  | Michelle Gisinová               | Švýcarsko              | 1:13,81          | +0,30            |
| 4.                                       | 5  | Tamara Tipplerová               | Rakousko               | 1:13,84          | +0,33            |
| 5.                                       | 2  | Ester Ledecká                   | Česko                  | 1:13,94          | +0,43            |
| 6.                                       | 17 | Ragnhild Mowinckelová           | Norsko                 | 1:14,09          | +0,58            |
| 7.                                       | 9  | Federica Brignoneová            | Itálie                 | 1:14,17          | +0,66            |
| 8.                                       | 8  | Cornelia Hütterová              | Rakousko               | 1:14,19          | +0,68            |
| 9.                                       | 11 | Mikaela Shiffrinová             | Spojené státy americké | 1:14,30          | +0,79            |
| 10.                                      | 13 | Elena Curtoniová                | Itálie                 | 1:14,34          | +0,83            |
| 11.                                      | 12 | Romane Miradoliová              | Francie                | 1:14,41          | +0,90            |
| 12.                                      | 20 | Jasmine Fluryová                | Švýcarsko              | 1:14,43          | +0,92            |
| 13.                                      | 15 | Corinne Suterová                | Švýcarsko              | 1:14,49          | +0,98            |
| 14.                                      | 14 | Marie-Michèle Gagnonová         | Kanada                 | 1:14,65          | +1,14            |
| 15.                                      | 26 | Kira Weidleová                  | Německo                | 1:14,66          | +1,15            |
| 16.                                      | 10 | Laura Gauchéová                 | Francie                | 1:14,87          | +1,36            |
| 17.                                      | 19 | Marta Bassinová                 | Itálie                 | 1:15,08          | +1,57            |
| 18.                                      | 22 | Julija Pleškovová               | Sportovci ROV          | 1:15,26          | +1,75            |
| 19.                                      | 6  | Tessa Worleyová                 | Francie                | 1:15,30          | +1,79            |
| 20.                                      | 1  | Ariane Rädlerová                | Rakousko               | 1:15,33          | +1,82            |
| 21.                                      | 21 | Isabella Wrightová              | Spojené státy americké | 1:15,37          | +1,86            |
| 22.                                      | 18 | Francesca Marsagliová           | Itálie                 | 1:15,61          | +2,10            |
| 23.                                      | 27 | Maruša Ferková Saioniová        | Slovinsko              | 1:15,72          | +2,21            |
| 24.                                      | 24 | Roni Remmeová                   | Kanada                 | 1:15,78          | +2,27            |
| 25.                                      | 25 | Elvedina Muzaferijová           | Bosna a Hercegovina    | 1:15,79          | +2,28            |
| 26.                                      | 23 | Maryna Gąsienica-Danielová      | Polsko                 | 1:15,81          | +2,30            |
| 27.                                      | 30 | Keely Cashmanová                | Spojené státy americké | 1:15,99          | +2,48            |
| 28.                                      | 29 | Tiffany Gauthierová             | Francie                | 1:16,20          | +2,69            |
| 29.                                      | 38 | Francesca Baruzziová            | Argentina              | 1:16,65          | +3,14            |
| 30.                                      | 32 | Cande Morenová                  | Andorra                | 1:16,72          | +3,21            |
| 31.                                      | 34 | Greta Smallová                  | Austrálie              | 1:16,97          | +3,46            |
| 32.                                      | 39 | Hólmfríður Dóra Friðgeirsdóttir | Island                 | 1:17,41          | +3,90            |
| 33.                                      | 31 | Tereza Nová                     | Česko                  | 1:17,88          | +4,37            |
| 34.                                      | 36 | Noa Szőllősová                  | Izrael                 | 1:17,94          | +4,43            |
| 35.                                      | 40 | Sarah Schleperová               | Mexiko                 | 1:18,17          | +4,66            |
| 36.                                      | 33 | Barbora Nováková                | Česko                  | 1:18,26          | +4,75            |
| 37.                                      | 43 | Anastasija Šepilenková          | Ukrajina               | 1:19,60          | +6,09            |
| 38.                                      | 41 | Petra Hromcová                  | Slovensko              | 1:20,11          | +6,60            |
| 39.                                      | 37 | Rebeka Jančová                  | Slovensko              | 1:20,18          | +6,67            |
| 40.                                      | 35 | Ni Jüe-ming                     | Čína                   | 1:22,59          | +9,08            |
| 41.                                      | 42 | Kchung Fan-jing                 | Čína                   | 1:23,51          | +10,00           |
| 42.                                      | 44 | Tess Arbezová                   | Irsko                  | 1:25,18          | +11,67           |
| —                                        | 16 | Alice Robinsonová               | Nový Zéland            | nedojela do cíle | nedojela do cíle |
| —                                        | 28 | Alix Wilkinsonová               | Spojené státy americké | nedojela do cíle | nedojela do cíle |
| P – pořadí, SČ – startovní číslo         |    |                                 |                        |                  |                  |
| Závod odstartoval v 11.00 hodin (UTC+8). |    |                                 |                        |                  |                  |